# Братство волка
«Братство волка» (фр. Le Pacte des Loups) — французский историко-приключенческий фильм режиссёра Кристофа Гана, выпущенный в 2001 году. В центре сюжета — расследование серии жестоких убийств, совершаемых в провинциальной Франции XVIII века загадочным Жеводанским зверем. Кинокартина получила премию «Сезар» за «Лучшие костюмы». Декорацией к фильму послужил гасконский замок Роктайад, расположенный на юго-западе Франции в коммуне Мазер примерно в 55 километрах к юго-востоку от Бордо.

## Сюжет
Рассказчик, старый маркиз Тома д’Апше дописывает свои мемуары в окружённом толпой восставших крестьян замке на фоне событий Великой французской революции. Воспоминания переносят его в 1764 год, во времена правления Людовика XV, когда в той же местности на юге Франции сеял страх и ужас загадочный хищник — Жеводанский зверь.
В Жеводан прибывает королевский таксидермист и естествоиспытатель — Грегуар де Фронсак (Самюэль ле Бьян) со своим слугой и побратимом — индейцем-могавком Мани (Марк Дакаскос). Их задача — убить Зверя. По дороге в город они спасают от бандитов местного знахаря и его дочь. Молодой маркиз Тома д’Апше (Жереми Ренье) принимает гостей в своём замке и помогает им в расследовании.
Обследуя тело одной из жертв, потрясённый де Фронсак понимает, что Зверь весит по крайней мере 500 фунтов, и челюсти у него как минимум вдвое больше обычных волчьих. Появляется негодующий капитан Дюамель (Эрик Пра) с солдатами, в которых герои опознают вчерашних бандитов. Дюамель рассказывает, что Зверь обходит все многочисленные засады, капканы и ловушки, которые устраивали он и его люди. Убить или хотя бы увидеть Зверя не удаётся.
На приёме у местной знати де Фронсак встречает дочь местного графа Марианну де Моранжья (Эмили Декьенн) и знакомится с её братом — страстным охотником Жаном-Франсуа де Моранжья (Венсан Кассель), потерявшим правую руку в челюстях льва в Африке. Население провинции устраивает массовую облаву на волков. Де Фронсак начинает ухаживать за Марианной, что не мешает ему посещать местный бордель, где он вступает в связь с таинственной итальянской куртизанкой Сильвией (Моника Беллуччи).
Обнаружив в теле очередной жертвы выкованный из железа клык, де Фронсак понимает, что в нападениях Зверя прослеживается рука человека, и пытается найти в них логику. Мани, применив некое индейское колдовство к выжившей жертве Зверя — маленькой девочке — получает видение, в котором Зверем повелевает загадочный человек.
Тем временем на смену неудачливому капитану Дюамелю по приказу короля прибывает прославленный охотник — королевский лейтенант Антуан де Ботерн (Жоан Лейсен). После облавы де Ботерн вызывает де Фронсака, приказывая сделать чучело из убитого им «Зверя». Негодующий де Фронсак возражает, что это всего лишь крупный волк, на что де Ботерн заявляет, что он и не думал обманывать монарха и выполняет волю короля.
На приёме в Версале де Ботерн с пафосом показывает чучело «Зверя». На вопрос де Фронсака, чей приказ выполнял де Ботерн, отвечает господин Мерсье, новый королевский советник по внутренним делам. Он показывает де Фронсаку экземпляр ныне изъятой книги «L’Edifiante» («Поучение»), в которой Зверь объявляется Божьей карой за грехи короля — его покровительство наукам и философии. Мерсье предлагает де Фронсаку отправиться с королевской экспедицией в Сенегал, о чём тот мечтал уже давно.
Спустя несколько месяцев де Фронсак возвращается в Жеводан. Он тайно встречается с Марианной в доме её старой няни на окраине города, но в ту же ночь в дом врывается чудовищный Зверь. Он пожирает няню и её мужа, но перед самой Марианной почему-то замирает и покидает дом.
Де Фронсак, Мани и д’Апше устраивают в лесу западню на Зверя, и им удаётся его тяжело ранить, однако тот вырывается из западни, тяжело ранив маркиза. Мани, преследуя Зверя, в одиночку находит его логово — некую усадьбу, в которой Зверя вместе со сворой собак прикармливают негодяи из Братства Волка. Мани вступает с ними в бой, но, не сумев нанести удар дочери знахаря, падает, сражённый выстрелом таинственного хозяина Зверя.
Де Фронсак извлекает из тела Мани пулю Жана-Франсуа. Сопоставив на карте места нападений Зверя, учёный находит на карте центр — ту самую усадьбу. Он врывается туда и истребляет множество членов Братства. Также он находит пачки книг «L’Edifiante» и клетку со Зверем. Кюре Сардис предлагает де Фронсаку покинуть край и забыть обо всём. Де Фронсак отказывается, и его тотчас арестовывают по приказу интенданта, обвиняя в убийствах. В тюрьме де Фронсака навещает Сильвия и сообщает, что Сардис начал некую игру со Святым Престолом в Ватикане. Отведав угощения Сильвии, Фронсак умирает в муках удушья. Его хоронят на кладбище. Марианна приходит к интенданту, заявляя, что поедет жаловаться в Париж, но интендант отвечает, что де Фронсак уже умер. Сардис пытается отравить Марианну, но её спасает Жан-Франсуа. Обезумевший брат показывает сестре свою обезображенную руку, которую прячет под корсетом. Марианна с ужасом понимает, что Жан-Франсуа и есть таинственный хозяин Зверя: в доме няни Зверь отступил, потому что почуял его запах. Между братом и сестрой происходит ссора, в ходе которой молодой Моранжья насилует и почти убивает Марианну.
Люди Сильвии выкапывают и приводят в чувство де Фронсака, который на самом деле впал в летаргический сон. Он проникает на таинственную чёрную мессу Братства Волка, которую проводит кюре Сардис, и узнаёт среди её участников всех местных аристократов. Фронсак вступает в бой со слугами Братства, в решающую минуту ему на помощь приходит отряд капитана Дюамеля. Убегающий Сардис приказывает Жану-Франсуа убить де Фронсака, но тому удаётся победить злодея в поединке. Сильвия убивает дочь знахаря и закалывает Жана-Франсуа. Она зовёт де Фронсака ехать с ней в Ватикан и поступить на службу папе, но, получив его отказ, удаляется. Пробирающегося болотами кюре настигают и пожирают обычные волки в качестве мести за истребление других волков и гибель сдружившегося с ними Мани.
Де Фронсак и д’Апше спускаются в логово Жана-Франсуа и находят там умирающего Зверя — знахарь рассказывает, что Жан-Франсуа привёз из Африки диковинного зверя (местные жители никогда такого не видели) — и добивают его. Как оказалось, хозяева надели на зверя нечто вроде доспехов, защищавших его и одновременно исказивших его внешность, придав устрашающий вид. С помощью полученного от покойного Мани индейского знания де Фронсак возвращает умирающую Марианну к жизни, и они отправляются в экспедицию в Африку.
Действие возвращается в годы революции, и уже состарившийся маркиз Тома д’Апше, дописав своё повествование, спокойно выходит из замка навстречу обезумевшей толпе. Последние его мысли о Марианне и де Фронсаке, плывущих на корабле и развеивающих прах Мани над океаном.

## В ролях
| Актёр                | Роль                                 |
| -------------------- | ------------------------------------ |
| Самюэль Ле Бьян      | Шевалье Грегуар де Фронсак           |
| Венсан Кассель       | Жан-Франсуа де Моранжа               |
| Эмили Декьенн        | Марианна де Моранжа                  |
| Моника Беллуччи      | Сильвия                              |
| Жереми Ренье         | Тома д’Апше                          |
| Марк Дакаскос        | Мани                                 |
| Жан Янн              | граф де Моранжа                      |
| Жан-Франсуа Стевенен | кюре Сардис                          |
| Эдит Скоб            | графиня де Моранжа                   |
| Бернар Фарси         | интендант Пьер-Жан Лаффон            |
| Жак Перрен           | постаревший Тома д’Апше / рассказчик |
| Гаспар Ульель        | Луи                                  |
| Бернар Фрессон       | советник Мерсье                      |

## Вдохновение
Появление адского зверя в окружении Франции описано в рассказе «Зверь Аверуана» (1933) Кларка Эштона Смита. Источником легенды является Жеводанский зверь.

## Награды и номинации
Полный перечень наград и номинаций — на сайте IMDB.
| Награды и номинации                               | Награды и номинации                              | Награды и номинации                                         | Награды и номинации | Награды и номинации |
| Награда                                           | Категория                                        | Номинант                                                    | Результат           |                     |
| ------------------------------------------------- | ------------------------------------------------ | ----------------------------------------------------------- | ------------------- | ------------------- |
| Cabourg Romantic Film Festival                    | Лучшая новая актриса                             | Эмили Декьенн                                               | Победа              |                     |
| European Film Awards                              | Лучший режиссёр                                  | Кристоф Ган                                                 | Номинация           |                     |
| Международный кинофестиваль в Каталонии           | Серебряный гранд приз                            | Кристоф Ган                                                 | Победа              |                     |
| Международный кинофестиваль в Каталонии           | Лучший фильм                                     | Кристоф Ган                                                 | Номинация           |                     |
| Phoenix Film Critics Society                      | Лучший иностранный фильм                         |                                                             | Номинация           |                     |
| International Horror Guild Award                  | Лучший фильм                                     |                                                             | Номинация           |                     |
| Golden Trailer Awards                             | Лучший иностранный фильм                         |                                                             | Номинация           |                     |
| Golden Trailer Awards                             | Лучший фильм ужасов                              |                                                             | Номинация           |                     |
| Брюссельский кинофестиваль фантастических фильмов | Золотой гранд приз                               | Кристоф Ган                                                 | Номинация           |                     |
| Сезар                                             | Лучший дизайн костюмов                           | Доминик Борг                                                | Победа              |                     |
| Сезар                                             | Лучшая музыка к фильму                           | Джозеф Лодука                                               | Номинация           |                     |
| Сезар                                             | Лучшие декорации                                 | Ги-Клод Франсуа                                             | Номинация           |                     |
| Сезар                                             | Лучший звук                                      | Сирил Хольц, Жан-Поль Мугел                                 | Номинация           |                     |
| Сатурн                                            | Лучший приключенческий фильм, боевик или триллер |                                                             | Номинация           |                     |
| Сатурн                                            | Лучшие костюмы                                   | Доминик Борг                                                | Номинация           |                     |
| Сатурн                                            | Лучшая режиссура                                 | Кристоф Ган                                                 | Номинация           |                     |
| Сатурн                                            | Лучшая музыка                                    | Джозеф Лодука                                               | Номинация           |                     |
| Сатурн                                            | Лучшие спецэффекты                               | Артур Виндус, Вал Вардлоу, Хэл Бертрам, Ник Дрю, Себ Кодрон | Номинация           |                     |
| Сатурн                                            | Лучший киноактёр второго плана                   | Марк Дакаскос                                               | Номинация           |                     |
| Сатурн                                            | Лучшая киноактриса второго плана                 | Моника Беллуччи                                             | Номинация           |                     |
| Сатурн                                            | Лучший сценарий                                  | Стефани Кабель, Кристоф Ган                                 | Номинация           |                     |
| Motion Picture Sound Editors                      | Лучший редактор по звуку иностранного фильма     | Франсуа Файяр и Венсан Гийон                                | Номинация           |                     |
| Сатурн                                            | Лучшее специальное DVD-издание                   | Режиссёрская версия фильма                                  | Номинация           |                     |